# テレビ愛知制作土曜朝8時枠のアニメ
- テレビ愛知（TVA） > テレビ愛知アニメ番組放送一覧 > テレビ愛知制作土曜朝8時枠のアニメ
- テレビ東京系アニメ > テレビ東京系列土曜朝のアニメ・子供向け番組ゾーン > テレビ愛知制作土曜朝8時枠のアニメ
- 全日帯のテレビアニメ放送枠の一覧 > テレビ愛知制作土曜朝8時枠のアニメ

本項目では、テレビ東京系列(TXN)で毎週土曜8:00 - 8:30（JST）に断続的に編成されている、テレビ愛知（TVA）の企画・制作によるテレビアニメ枠について取り扱うものとする。

## 概要
テレビ愛知では1983年9月の開局以来、土曜の午前に自社制作の全国ネット番組を放送していたが、1996年4月開始のドキュメンタリー番組『アジアを駆ける』（ - 1996年9月）を皮切りに、土曜8時台前半がテレビ愛知制作枠として扱われるようになった。その後本時間帯では、1998年9月までのおよそ2年半にわたり、以下の通りテレビ愛知制作のドキュメンタリーやトーク番組が連続して放送された。
- 『舛添要一アジアを歩く』（1996年10月 - 1997年3月）
- 『自然の中へ』（1997年4月 - 9月）
- 『堀場雅夫のこころはベンチャー』（1997年10月 - 1998年9月）

本枠にて初めてテレビアニメが放送されたのは、1998年10月にスタートした『突撃!パッパラ隊』であり、同番組ではテレビ愛知も初めてテレビアニメの制作に参加。それ以降、テレビ東京系列の土曜8時台前半はテレビ愛知制作の子供向け番組枠として位置付けられるようになった。他方で、テレビ東京系列における土曜・日曜朝の各時間帯などと同様に、同時間帯については必ずしもアニメ枠として固定されている訳ではなく、後述の放送リストにもあるように度々中断期間が挟まれることもある。
在名局で全国ネットのテレビアニメの制作に着手したのは、テレビ朝日系列の名古屋テレビ放送（メ〜テレ）、TBS系列の中部日本放送（後のCBCテレビ）に続いて3番目であり、メ〜テレが日曜7時台に設けていたアニメ枠の終了以降、2017年10月から2024年3月までは在名局で唯一、レギュラー放送における系列全局ネット（全国ネット）のアニメ枠であった。
本枠で放送される番組は、本局（テレビ愛知）とプロダクションによる制作形態を主体としており、放送期間が4クール（1年間）もしくは1年以上の番組が多く占めている。また、2021年より展開が始まった『カードファイト!! ヴァンガード overDress』シリーズは分割クール制となっており、本局は例外的に制作不参加となっている（幹事局扱い）。

## 作品リスト
以下、特記事項のない再放送については記載を省略。
太字で表記された番組は、BSテレ東でも放送されていたものを指す。
| # | 作品名                                                    | 放送期間                      | 話数   | 備考 |
| --- | --------------------------------------------------------- | ----------------------------- | ------ | --- |
| 1 | 突撃!パッパラ隊                                           | 1998年10月3日 - 1999年3月27日 | 全25話 | 同番組のみ、日本経済広告社が広告代理を担当。 |
| 2 | 神八剣伝                                                  | 1999年4月3日 - 9月25日        | 全26話 | 同番組より、東急エージェンシーが広告代理を担当。 |
| 3 | サイボーグクロちゃん                                      | 1999年10月2日 - 2001年1月6日  | 全66話 | 放送期間中に制作会社が倒産したため、未完のまま放送を終了。残りの放送期間にあたる2001年1月13日 - 3月31日までの間は既放送分の再放送を実施。 |
| 4 | 仰天人間バトシーラー                                      | 2001年4月7日 - 2002年3月30日  | 全52話 | 本枠としては初めての4クール（1年間）放送作品。 |
| 5 | 東京ミュウミュウ                                          | 2002年4月6日 - 2003年3月29日  | 全52話 | 枠およびTXN系列局制作作品としては初めて、BSジャパン（放送当時）での遅れネットも実施された。 同番組のリメイク版に当たる『東京ミュウミュウ にゅ〜♡』は、テレビ愛知は番組制作には関与しておらず、放送時間も水曜 0:00 - 0:30（火曜深夜）枠に変更の上で放送。 |
| 6 | マーメイドメロディー ぴちぴちピッチ                       | 2003年4月5日 - 2004年3月27日  | 全52話 | 全91話。 第2期のみ、本枠としては初めての3クール（9か月間）放送作品。 |
| 7 | マーメイドメロディー ぴちぴちピッチ ピュア                | 2004年4月3日 - 12月25日       | 全39話 | 全91話。 第2期のみ、本枠としては初めての3クール（9か月間）放送作品。 |
| 8 | トランスフォーマー ギャラクシーフォース                   | 2005年1月8日 - 12月31日       | 全52話 | 第52話（最終回）のみ30分繰り上げでの放送。 |
| 9 | ワンワンセレプー それゆけ!徹之進                          | 2006年1月7日 - 12月30日       | 全51話 | 最終回のみ10:00 - 10:30にて放送。 |
| 10 | デルトラクエスト                                          | 2007年1月6日 - 2008年3月29日  | 全65話 | テレビ愛知初のハイビジョン制作アニメ。 同番組以降、本枠で放送される作品は男児向け作品のみとなる。 同番組より、電通が広告代理を担当（『トミカヒーローシリーズ』も含む）。 |
| アニメ枠中断。2008年4月から2010年3月までの間は、特撮テレビドラマ『トミカヒーローシリーズ』2作品を放送。 |                                                           |                               |        | |
| 11 | トランスフォーマー アニメイテッド                         | 2010年4月3日 - 12月25日       | 全39話 | 日米合作（アメリカ主導）。 OP・EDは新規制作。 毎回本編終了後に、実写コーナー「音仏一家のトランスフォーマー生活」を放送。 |
| 12 | カードファイト!! ヴァンガード（第1期）                    | 2011年1月8日 - 2012年3月31日  | 全65話 | 同番組のみ、『カードファイト!! ヴァンガード』シリーズ。 同番組より、一部の例外を除きブシロードが制作に関与（『ヴァンガ道』及び『ENJOY! ヴァンガろうTV』も含む）。 BSジャパンでは日曜朝に関連情報番組『ヴァンガードTV』を放送していた都合上、2011年7月2日より半年遅れでネットを開始している。 第2期「アジアサーキット編」から『カードファイト!! ヴァンガードG Z』までの各シリーズは、テレビ東京制作・日曜10時台前半に変更した上で放送。 |
| 13 | 超ロボット生命体 トランスフォーマー プライム              | 2012年4月7日 - 2013年3月30日  | 全52話 | 日米合作（アメリカ主導）。 前作「アニメイテッド」同様、OP・EDは新規制作。 毎回本編終了後にミニアニメ「アームズマイクロン劇場」と、実写コーナー「サイバトロンサテライトこちらトランスフォーマー部」を放送。 |
| アニメ枠中断。2013年4月 - 12月までの間は、声優バラエティ番組『ヴァンガ道』（第2期）を放送。             |                                                           |                               |        | |
| 14 | フューチャーカード バディファイト                         | 2014年1月4日 - 2015年4月4日   | 全64話 | 同番組より、『フューチャーカード バディファイト』シリーズ。 |
| 15 | フューチャーカード バディファイト100                      | 2015年4月11日 - 2016年3月26日 | 全50話 | |
| 16 | フューチャーカード バディファイトDDD                      | 2016年4月2日 - 2017年3月25日  | 全51話 | |
| 17 | フューチャーカード バディファイトX                        | 2017年4月1日 - 2018年3月31日  | 全52話 | |
| 18 | フューチャーカード バディファイトX オールスターファイト   | 2018年4月7日 - 5月26日        | 全8話  | |
| 19 | フューチャーカード 神バディファイト                       | 2018年6月2日 - 2019年4月27日  | 全47話 | 同番組まで、『フューチャーカード バディファイト』シリーズ。 |
| 20 | カードファイト!! ヴァンガード（続・高校生編）             | 2019年5月11日 - 8月10日       | 全14話 | 同番組より再び、『カードファイト!! ヴァンガード』シリーズ。 前作「中学生編・高校生編」はUHFアニメとしてTOKYO MXほかにて放送。 |
| 21 | カードファイト!! ヴァンガード（新右衛門編）               | 2019年8月24日 - 2020年3月28日 | 全31話 | 2020年12月5日から2021年3月13日まで『カードファイト!! ヴァンガード overDress』（Season1）放送開始までのつなぎとして、『カードファイト!! ヴァンガード ベストセレクション「新右衛門編」』と題した上で再放送を実施。 |
| 22 | カードファイト!! ヴァンガード外伝 イフ-if-                | 2020年5月30日 - 11月28日      | 全25話 | 当初は4月11日開始予定であったが、新型コロナウイルス感染症（COVID-19）流行の影響のため延期された。 |
| 23 | カードファイト!! ヴァンガード overDress（Season1）        | 2021年4月3日 - 6月26日        | 全12話 | ブシロード単独制作。以降のシリーズ作品を含め、テレビ愛知は番組制作には参加せず幹事局扱い（協力のみ）。 続編である『overDress』のSeason2及び『will+Dress』のSeason1は、放送時間帯を火曜 0:00 - 0:30（月曜深夜）（ローカルセールス枠）に変更した上で放送。 |
| アニメ枠中断。2021年10月から2022年9月までの間は、バラエティ番組を編成。                                 |                                                           |                               |        | |
| 24 | カードファイト!! ヴァンガード will+Dress（Season1）       | 2022年10月1日 - 12月24日      | 全12話 | 2022年7月 - 9月に火曜未明（月曜深夜）にて本放送された作品の再放送（テレビ北海道・テレビせとうち・TVQ九州放送では初放送）。 |
| 25 | カードファイト!! ヴァンガード will+Dress（Season2）       | 2023年1月14日 - 4月1日        | 全12話 | 同番組の開始に先駆け、1月7日に『will+Dress』Season1の特別総集編を放送。 次番組開始までの間は同番組の再放送を実施。 以降のシリーズ作品も含め、BSではBS日テレの『アニメにむちゅ〜』枠にて放送。 |
| 26 | カードファイト!! ヴァンガード will+Dress（Season3）       | 2023年7月8日 - 10月7日        | 全13話 | 同番組開始の1週間前の7月1日に『カードファイト!! ヴァンガード will＋Dress Season3 放送直前！ Season1＆2振り返りSP』を放送。 次番組開始までの間は同番組のセレクション再放送を実施。 |
| 27 | カードファイト!! ヴァンガード Divinez（Season1）          | 2024年1月13日 - 4月20日       | 全13話 | 同番組の開始に先駆け、2023年12月16日・23日、2024年1月6日に放送記念特別番組を放送。 |
| アニメ枠中断。2024年4月から6月までの間は、バラエティ番組『ENJOY! ヴァンガろうTV』を放送。               |                                                           |                               |        | |
| 28 | カードファイト!! ヴァンガード Divinez（Season2）          | 2024年7月6日 - 10月12日       | 全13話 | |
| アニメ枠中断。2024年10月から12月までの間は、バラエティ番組『ENJOY!! ヴァンガろうTV』を放送。            |                                                           |                               |        | |
| 29 | カードファイト!! ヴァンガード Divinez（デラックス編）     | 2025年1月11日 - 4月19日       | 全13話 | |
| アニメ枠中断。2025年4月から6月までの間は、バラエティ番組『ENJOY!!! ヴァンガろうTV』を放送。             |                                                           |                               |        | |
| 30 | カードファイト!! ヴァンガード Divinez（デラックス決勝編） | 2025年7月5日 -                |        | |